# Margrét Lára Viðarsdóttir
Margrét Lára Viðarsdóttir est une footballeuse islandaise née le 25 juillet 1986 à Vestmannaeyjar. Elle évolue au poste d'attaquante au Valur Reykjavik.

## En club

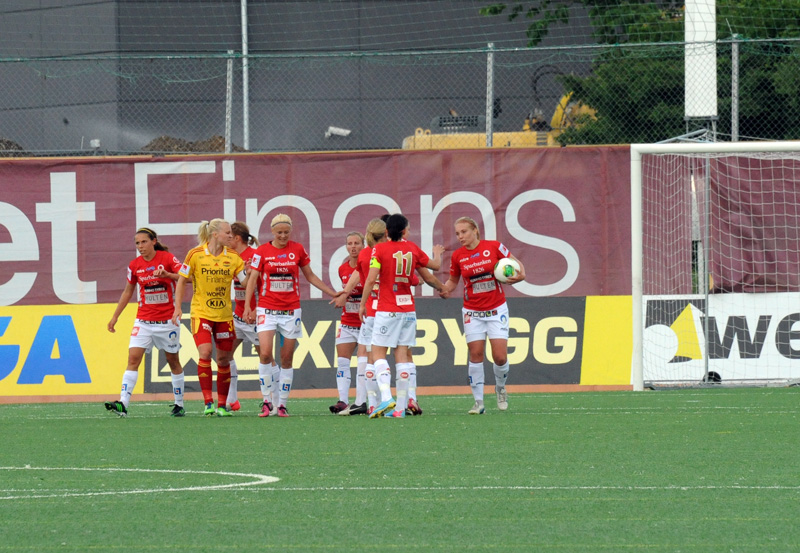
Margrét Lára Viðarsdóttir (à droite, tenant le ballon) avec le Kristianstads DFF en juin 2013.

Reconnue comme l'une des meilleures attaquantes islandaises, elle fait honneur à ce titre en étant cinq fois meilleure buteuse du championnat d'Islande, trois fois de la Ligue des Champions de L'UEFA en 2006, 2008 et 2009 et une fois meilleure buteuse du championnat de Suède en 2011.

### Équipe nationale
Nommée comme la plus grande attaquante d'Islande elle est notamment la meilleure buteuse de la sélection avec 77 buts.

#### Une popularité croissante
Malgré son grand talent, elle n'atteint sa notoriété dans le football féminin qu'à l'âge de 23 ans et par la suite en participant à la grande victoire 6 à 0 face à l'équipe de Bulgarie féminine en phase de groupes de qualification de l'Euro féminin le 19 mai 2011 en inscrivant 4 buts lors de cette rencontre.

## Palmarès
- Championne d'Islande en 2006, 2007 et 2008
- Vainqueur de la Coupe d'Islande en 2006

## Distinctions personnelles
- Personnalité sportive islandaise de l'année en 2007[4].
- Ligue des champions de L'UEFA : meilleure buteuse en 2006, 2008 et en 2009 (en 2008 elle le partage avec Patrizia Panico de l'ASD CF Bardolino et Vira Dyatel de Zhytlobud-1 Kharkiv).
- Championnat d'Islande de football féminin : meilleure buteuse en 2004, 2005, 2006, 2007 et 2008
- Championnat de Suède de football féminin : meilleure buteuse en 2011